# Brachionycha
Brachionycha là một chi bướm đêm thuộc họ Noctuidae.

## Các loài
- Brachionycha borealis (Smith, 1899)
- Brachionycha nubeculosa – Rannoch Sprawler (Esper, 1785)
- Brachionycha sajana Draudt, 1934

## Hình ảnh

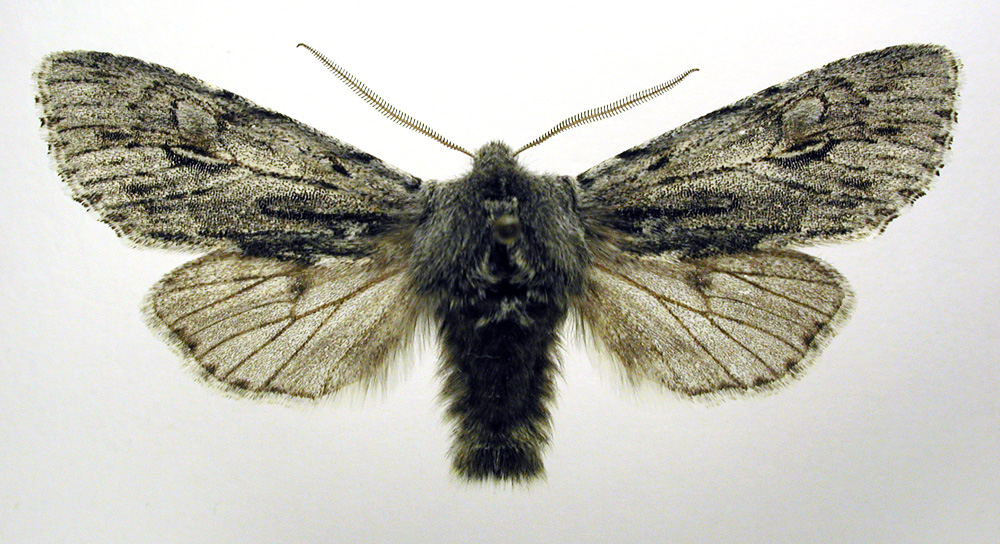